# ریکی کوول
ریکی کوول (هلندی: Ricky Koole؛ زادهٔ ۱۱ سپتامبر ۱۹۷۲) هنرپیشه و خواننده اهل هلند است. او از سال ۱۹۹۶ در بیش از چهل فیلم ظاهر شده است.